# Tripoli, Libanon
Tripoli (arabsko طرابلس, Trablos) je drugo največje libanonsko mesto (z okoli 500.000 prebivalci, večinoma sunitskimi muslimani - 80 %), ki leži v severnem delu države, približno 85 km severno od Bejruta, ob obali Sredozemskega morja. Čezenj teče reka Abu Ali. Uradno gre za somestje dveh mest. Srednjeveški Tripoli leži pod citadelo nekoliko stran od obale, na polotoku, na mestu antičnega Tripolija, pa danes leži sodobno mesto El Mina (kar pomeni »pristanišče«).

## Zgodovina
Čeprav je mogoče, da je bilo današnje mesto poseljeno že prej, najstarejši dokazi segajo v čas pozne bronaste dobe v 14. stoletju pr. n. št. V 9. in 8. stoletju pr. n. št. so feničanski trgovci iz Sidona, Tira in Arvada (današnji Tartus v Siriji) ob pristanišču ustanovili tri ločene obzidane naselbine, ki so služile trgovini med omenjenimi mestnimi državami. Leta 539 pr. n. št. so jih zasedli Perzijci. V 4. stoletju pr. n. št. so te tri mestne države v Tripoliju (takrat znanem kot Athar oz. Kaditis) ustanovile federacijo in razglasile neodvisnost od Perzije. Upor, katerega žarišče je kmalu prešlo v Sidon, so Perzijci zadušili tik preden je njihov imperij osvojil Aleksander Veliki. V dobi helenizma je mesto dobilo današnje ime, ki v grščini pomeni »tri mesta«, in cvetelo kot trgovsko središče z ugodnim dostopom do zaledja. Pod Selevkidi je podobno kot ostala obalna mesta uživalo skoraj popolno avtonomijo. Razcvet se je nadaljeval tudi kasneje pod Rimljani in Bizantinci, dokler ga ni leta 551 močan potres popolnoma porušil.
Po potresu si je mesto nekoliko opomoglo in v približno stoletju spet pridobilo nekaj pomena, dokler ga niso leta 635 pričele oblegati arabske čete pod poveljstvom Muavije. Ko se sestradano mesto ni več moglo braniti, so prebivalci s pomočjo bizantinskega ladjevja pobegnili po morju in Muavija je v mestu nastanil garnizijo in judovsko kolonijo. Leta 685 so ga znova zasedli Bizantinci in ga zadržali za 20 let, ko so ga znova osvojili Arabci in vključili v omajadski, kasneje pa v abasidski kalifat. Ob koncu 10. stoletja, ko je bil na obzorju že očiten zaton Abasidov, so mestu zavladali Fatimidi in vladali do leta 1069, ko je šiitski kadija (sodnik) iz rodbine Banu Amar razglasil neodvisnost. V tem obdobju, ko je Tripoli že bil cvetoče industrijsko mesto, obkroženo s sadovnjaki, nasadi oljk, dateljnovih palm in sladkornega trsa, je postal znan še po šoli Dar al-Ilm (»hiša kulture«), katere knjižnica naj bi vsebovala približno 100.000 knjig.
Ko so se križarji leta 1099 prvič približali Tripoliju, ga niso napadli, saj se jim je mudilo proti Jeruzalemu, svoje pa sta dodala še neuspešno obleganje bližnje Arke in bogata podkupnina mestnega vladarja. Tri leta kasneje se Raymond de Saint-Gilles ni več mogel upreti bogastvu mestnega zaledja. Njegovih 300 mož je uspelo premagati združeno vojsko Tripolija, Damaska in Homsa, zatem pa je dal na vzpetini vzhodno od takratnega mesta (današnja El Mina) zgraditi utrdbo, s katero je nadzoroval vso trgovino, ki je po kopnem potekala z mestom. Tripolijski vladar Fakhr al-Mulk je izvedel več napadov na utrdbo in v enem izmed njih so leta 1104 uspeli smrtno raniti Raymonda, ki je nato že na smrtni postelji sklenil premirje, da Tripoli v zameno za opustitev napadov dobi prost prehod z zaledjem. Premirje ni trajalo dolgo. Že naslednjega leta je Raymonda nasledil njegov bratranec Guillaume Jourdain in s pomočjo genovskega ladjevja znova vzpostavil blokado mesta. Tripoli se je štiri leta obupno upiral oblegovalcem, vmes se je leta 1108 Fakhr al-Mulku uspelo izmuzniti iz mesta, vendar v Bagdadu niso uslišali njegovih prošenj za pomoč. Končno se je 26. junija 1109 mesto vdalo križarjem, ki so ga opustošili in zažgali šolo Dar al-Ilm skupaj s slovito knjižnico. Ustanovljena je bila Tripolijska grofija, ki se je raztezala med Biblosom in Kalat Markabom v današnji Siriji.
Opustešeno mesto so kmalu obnovili, zaživelo je steklarstvo in tkanje svile, nestorijanci in jakobiti so ustanovili sloviti šoli za filozofijo in medicino, nastale so bolnišnice, samostani, cerkve, mesto je postalo sedež latinske škofije. Po 180 letih križarske vladavine je leta 1289 po več kot enomesečnem obleganju mesto zavzel mameluški sultan Kalaun, ki je ukazal večino prebivalcev pobiti ali zasužnjiti ter do tal porušiti pristaniško mesto na polotoku. Namesto tega je dal zgraditi novo mesto pod križarsko citadelo. Pod mameluško in od leta 1516 dalje pod otomansko vladavino je novonastalo mesto znova zacvetelo kot trgovsko in kulturno središče, kjer so nastale številne mošeje, medrese, hani in tržnice (suki). Leta 1860 je bil vključen v mutasarifijo (turško upravno enoto) Libanon in bil skupaj z Bejrutom in Sidonom pod neposrednim otomanskim nadzorom. Leta 1920 je bil vključen v francosko mandatno območje Veliki Libanon.
Ob razglasitvi neodvisnega Libanona je Tripoli postal upravno središče severa države, vendar je večinsko muslimansko mesto postalo nekakšno središče nezadovoljstva nad maronitsko vladavino. Ob izbruhu libanonske krize leta 1958 so se v Tripoliju utaborili privrženci Rašida Karamija (sunitski voditelj in večkratni premier, ki je podpiral Nasejev panarabizem in se trudil pridružiti Libanon Združeni arabski republiki) in uspeli v labirintu uličic starega dela mesta več tednov braniti mesto pred vladno vojsko.
Prvi del libanonske državljanske vojne se je izognil Tripoliju vse do leta 1983, ko je vanj prispel Jaser Arafat (ki je moral leto poprej po izraelskem vdoru zapustiti Bejrut). V mestu so izbruhnili spopadi med Arafatovimi privrženci, različnimi sovražnimi si frakcijami PLO, v spopade so se vmešali še libanonski baathisti in sirske enote. Spopadi, ki so v mestu (večina prebivalcev je bila sicer nevpletena v spopade) povzročili veliko škode, so se končali po nekaj mesecih, ko se je Arafat konec leta z ladjo umaknil v Tunis. Med in po vojni je prebivalstvo močno naraslo. Nekaj po zaslugi naravnega prirastka, nakaj pa zaradi številnih, predvsem palestinskih, beguncev. Do danes je mesto v veliki meri obnovljeno in računa na poslovni in turistični razvoj.

## Znamenitosti
Citadelo je dal ob začetku 12. stoletja zgraditi križarski poveljnik Raymond de Saint-Gilles. Spočetka se je imenovala Chateau Pelerin, kasneje so jo po Raymondu poimenovali Citadela Raymonda de Saint-Gillesa. Za križarji so utrdbo vse do 19. stoletja prezidovali še Mameluki in Turki. Do danes so uspeli večino notranjih zgradb obnoviti.
Pod citadelo se nahaja srednjeveški Tripoli z labirintom ozkih uličic. Večji del tega srednjeveškega jedra zaseda tržnica (suk), ki sodi med večje na Bližnjem vzhodu in kjer se je od srednjega veka le malo spremenilo.
V osrčju starega jedra leži Velika mošeja, kjer je v 12. stoletju prvotno stala cerkev sv. Marije s stolpa. Leta 1294 so Mameluki na njenem mestu pričeli z gradnjo mošeje, ki je trajala vse do leta 1315. Sredi dvorišča stoji s kupolo pokrit vodnjak za obredno umivanje. Kvadratni minaret v lombardskem slogu je najverjetneje služil že kot zvonik prvotne cerkve.
Izmed številnih ostalih mošej, medres, cerkva idr. velja omeniti še han al-Sabun, ke je slovel po milu in ga po nekdanjih receptih izdelujejo še danes.
Kljub temu, da je v današnji El Mini ob pristanišču nastal antični del Tripolija in se obdržal vse do mameluške osvojitve, se od takrat ni ohranilo nič. Ena redkih znamenitosti tega predela je levji stolp (burdž es-Saba), ki so ga v 15. stoletju postavili Mameluki kot del serije utrdb obrambe pred Turki. Pri gradnji so uporabili ostanke rimskih stebrov, ki so jih položili vodoravno in s tem utrdili zidove.
Nekaj kilometrov od obal El Mine ležijo Palmovi otoki s peščenimi plažami, palmami in izviri sladke vode. Še vedno so vidne ruševine cerkve iz obdobja mameluške osvojitve, ko se je tja zatekel del tripolijskih kristjanov. V obdobju francoskega mandata so na enega otočkov naselili zajce, ki so služili lovu francoskih upraviteljev. Danes so otoki pomembni kot gnezdišče redkih vtst ptic in vališče zelenih želv, zato so bili leta 1992 razglašeni za naravni park.